# Distretto di Vaslui
Il distretto di Vaslui (in romeno Județul Vaslui ) è uno dei 41 distretti della Romania, ubicato nella regione storica della Moldavia.

## Centri principali
| Comune                  | Abitanti |
| ----------------------- | -------- |
| Vaslui                  | 70.302   |
| Bârlad                  | 70.064   |
| Huși                    | 29.383   |
| Negrești                | 10.232   |
| Zorleni                 | 9.699    |
| Murgeni                 | 7.811    |
| Fălciu                  | 6.050    |
| Dati del 1º luglio 2007 |          |

## Struttura del distretto
Il distretto è composto da 3 municipi, 2 città e 81 comuni

### Municipi
- Vaslui
- Bârlad
- Huși

### Città
- Murgeni
- Negrești

### Comuni
- Albești
- Alexandru Vlahuță
- Arsura
- Banca
- Băcani
- Băcești
- Bălteni
- Berezeni
- Blăgești
- Bogdana
- Bogdănești
- Bogdănița
- Boțești
- Bunești-Averești
- Ciocani
- Codăești
- Coroiești

- Costești
- Cozmești
- Crețești
- Dănești
- Deleni
- Delești
- Dimitrie Cantemir
- Dodești
- Dragomirești
- Drânceni
- Duda-Epureni
- Dumești
- Epureni
- Fălciu
- Ferești
- Fruntișeni

- Găgești
- Gârceni
- Gherghești
- Grivița
- Hoceni
- Iana
- Ibănești
- Ivănești
- Ivești
- Laza
- Lipovăț
- Lunca Banului
- Mălușteni
- Miclești
- Muntenii de Jos
- Muntenii de Sus

- Oltenești
- Oșești
- Pădureni
- Perieni
- Pochidia
- Pogana
- Pogonești
- Poienești
- Puiești
- Pungești
- Pușcași
- Rafaila
- Rebricea
- Roșiești
- Solești
- Stănilești

- Ștefan cel Mare
- Șuletea
- Tanacu
- Tăcuta
- Tătărăni
- Todirești
- Tutova
- Văleni
- Vetrișoaia
- Viișoara
- Vinderei
- Voinești
- Vulturești
- Vutcani
- Zăpodeni
- Zorleni